# Regino Cruz
Regino Lopes Paulo da Cruz GO OM (Lisboa, 1954) é um arquitecto português, mais conhecido por Regino Cruz.
Tem escritório no Estoril.
O seu percurso académico e profissional desenvolve-se principalmente em Portugal e no Brasil.
Entre os dois, realizou e coordenou mais de duas centenas de projectos de edifícios institucionais, complexos desportivos, turísticos, empreendimentos habitacionais e de reestruturação urbana.

## Percurso
Iniciou os seus estudos de arquitectura na ESBAL – Escola Superior de Belas-Artes de Lisboa e ficou fortemente ligado às Universidades brasileiras.
Licenciou-se pela Universidade Santa Úrsula no Rio de Janeiro em 1978, onde posteriormente exerceu funções como docente, entre 1979 e 1985, tendo também colaborado com outras instituições de ensino.
Em 1990, cria a Regino Cruz – Arquitectos e Consultores, S.A., com sede no Estoril, num edifício concebido pelo próprio.

## Obras mais relevantes

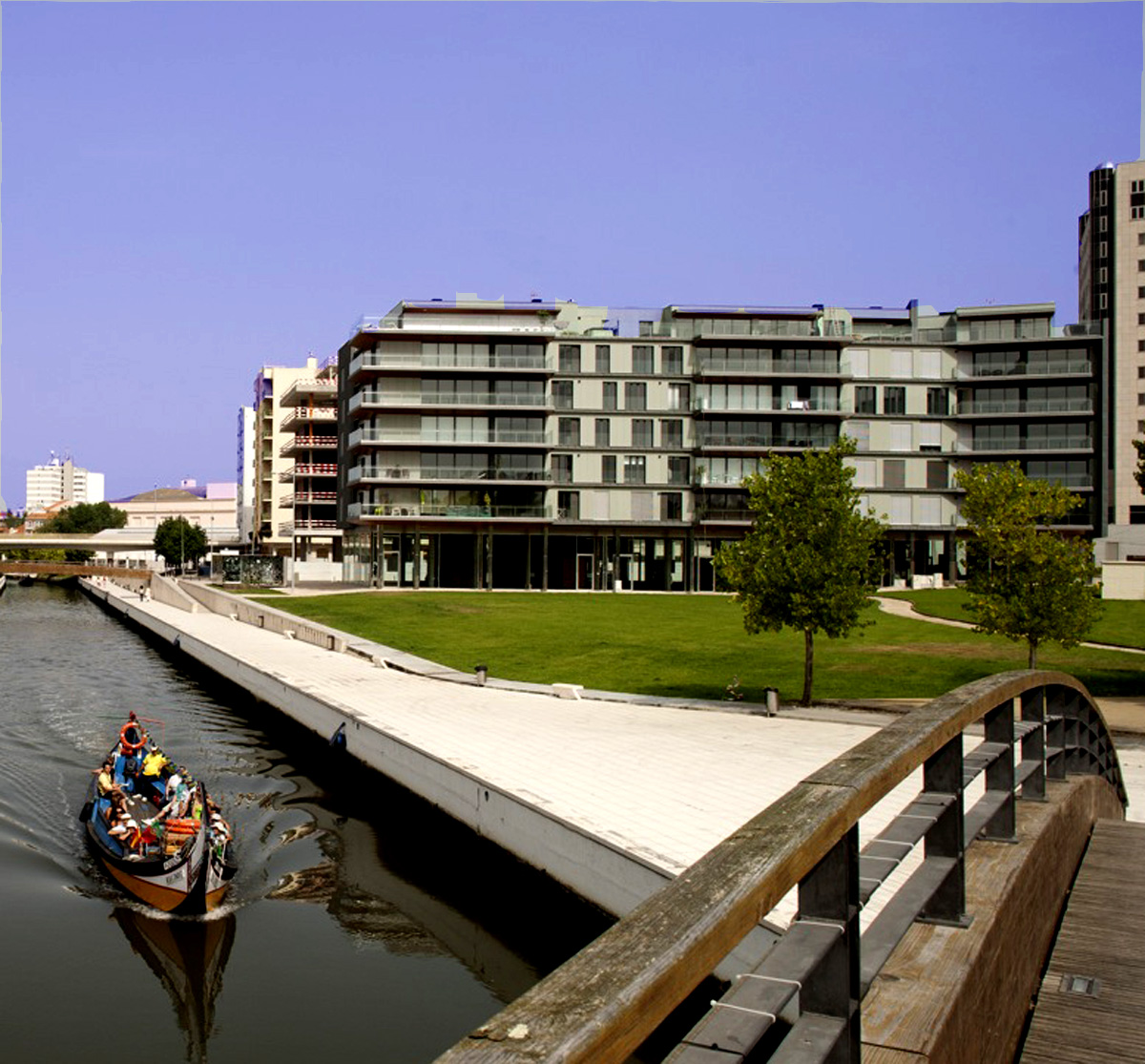
Mirador Lake, Edificio Residencial e de Comércio, Aveiro (2007-2009). Foto: Civilria – Imobiliária, S.A.
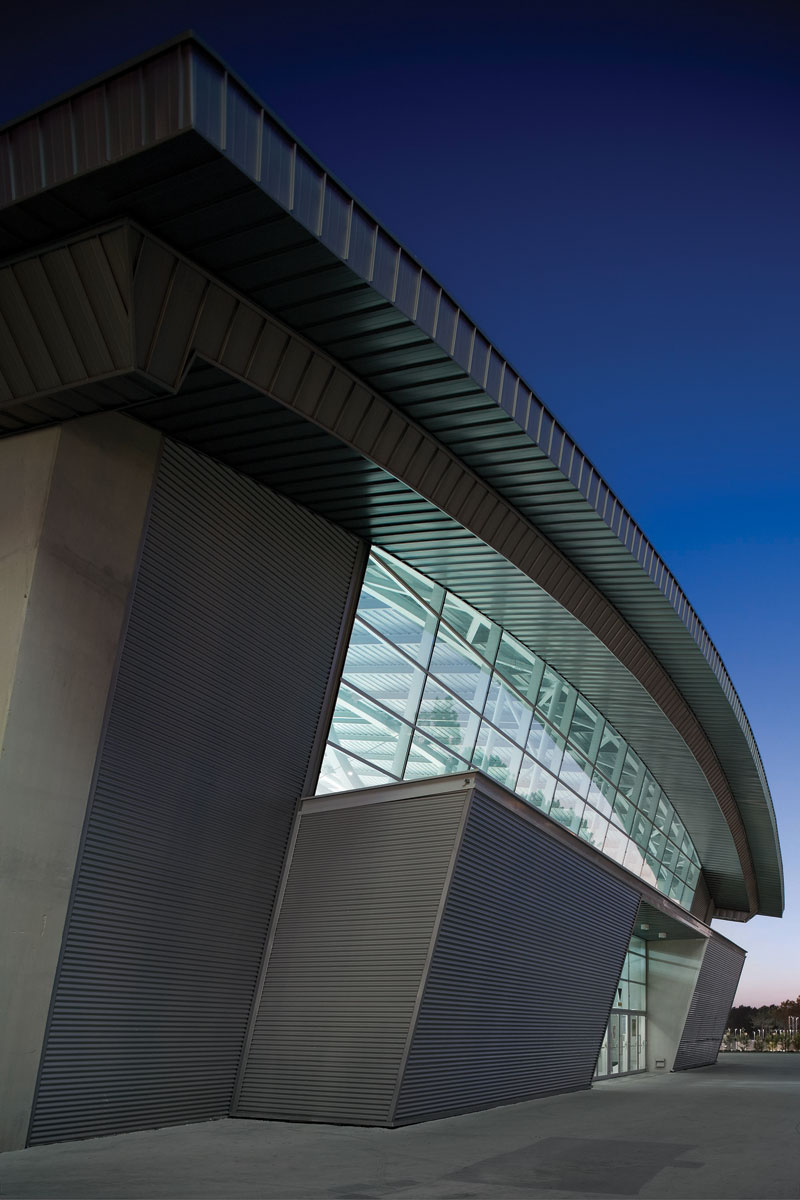
Sportsforum, Ovar (2006 – 2007). Foto: Fernando Guerra & Sérgio Guerra – Fotografia de Arquitectura
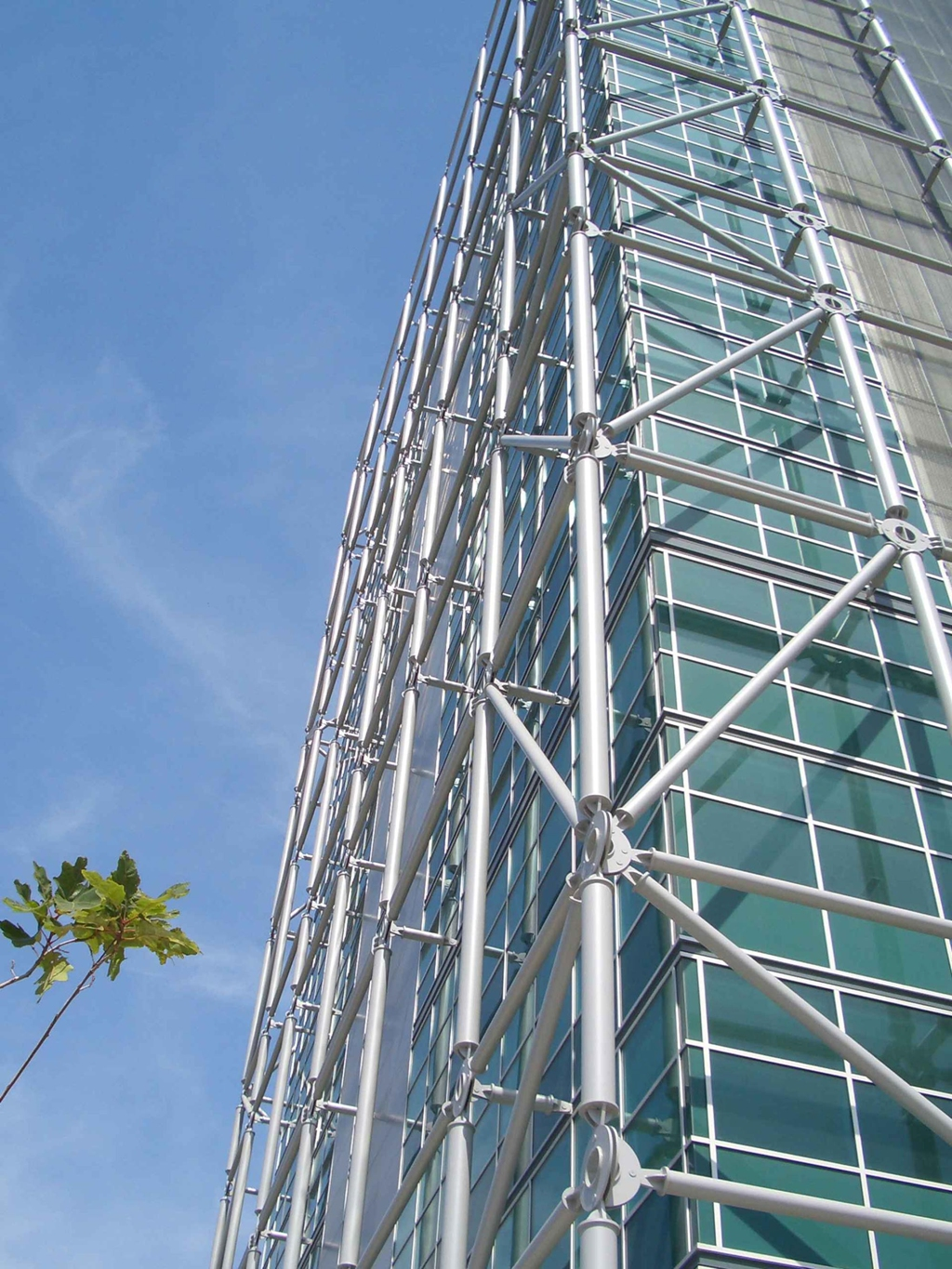
Tower Plaza, Edificio de Escritórios, Vila Nova de Gaia (2004 – 2006)
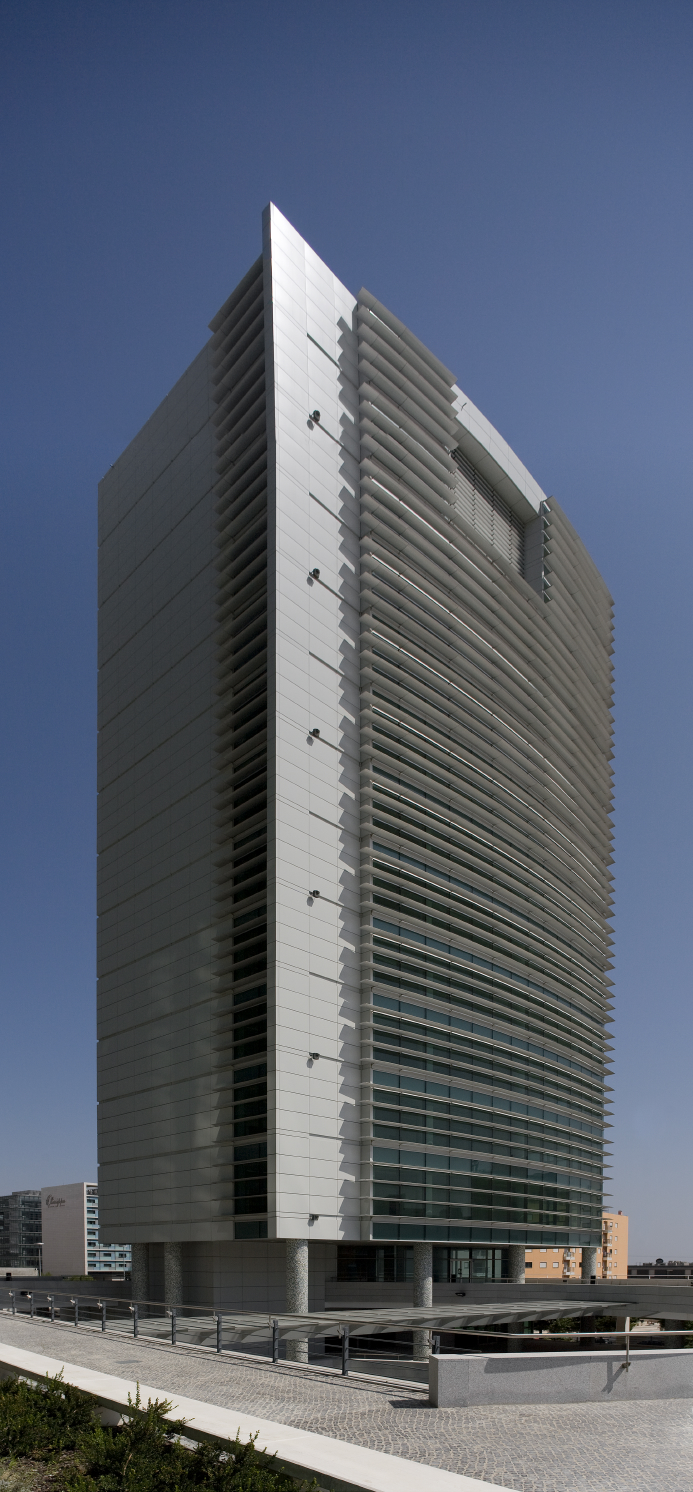
Edificio Adamastor, Edificio de Escritórios,Parque das Nações (2004 – 2006). Foto: Fernando Guerra & Sérgio Guerra – Fotografia de Arquitectura
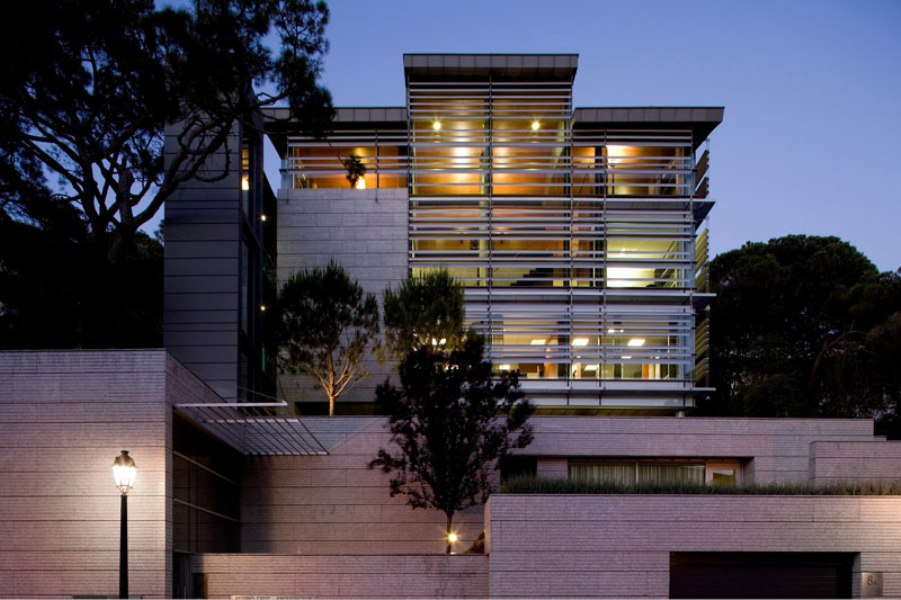
Avenida de Portugal, 154, Edificio de Escritórios, Estoril (2002-2003). Foto: Fernando Guerra & Sérgio Guerra – Fotografia de Arquitectura
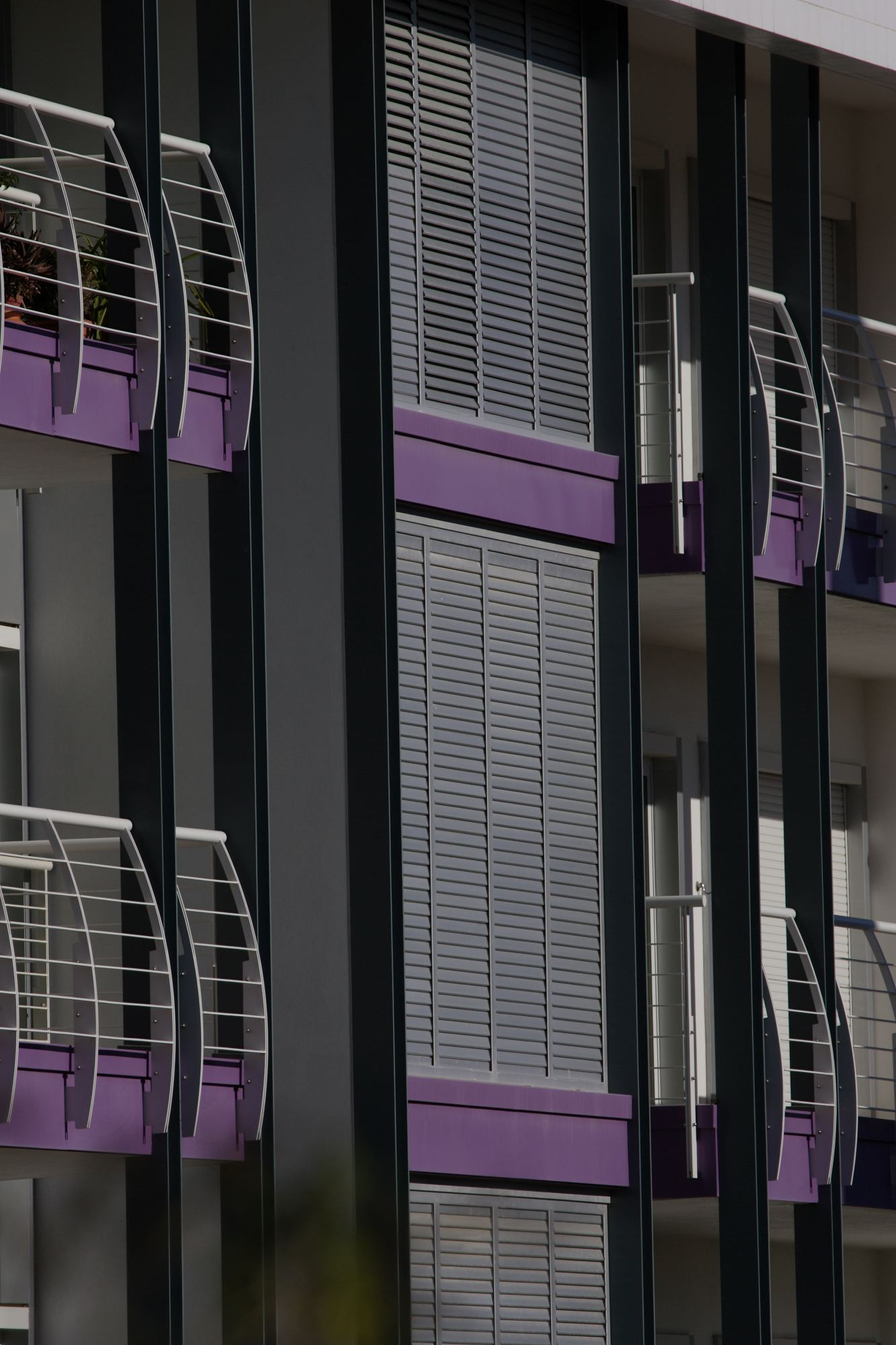
Aveiro Centrum, Edificio Residencial e de Comércio (2001-2003). Foto: Fernando Guerra & Sérgio Guerra – Fotografia de Arquitectura
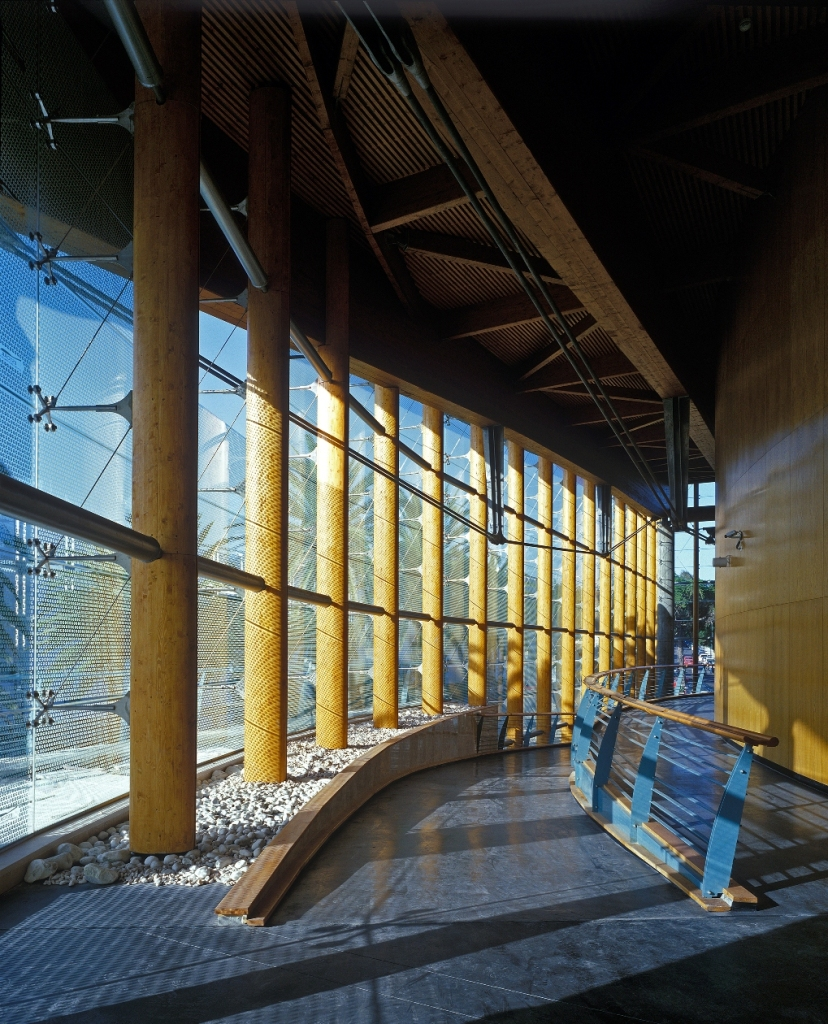
Centro de Congressos do Estoril (2000-2001). Foto: Rui Morais de Sousa

## Projectos em Construção & Concursos

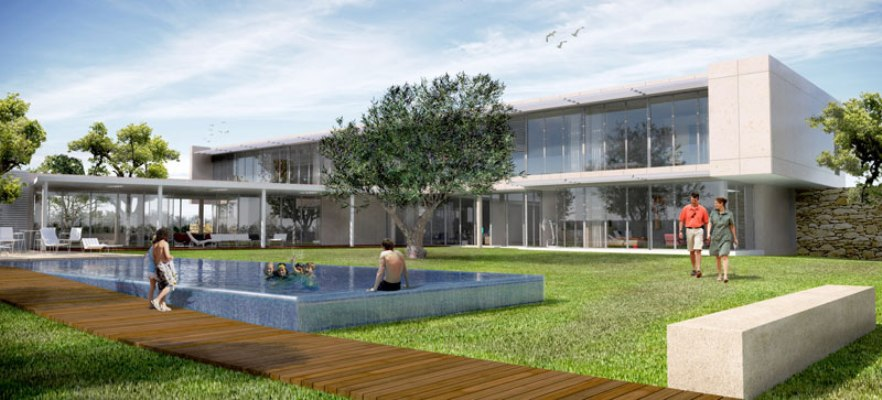
Moradia Unifamiliar, Sintra (2010-2011). Foto: 3D Helps
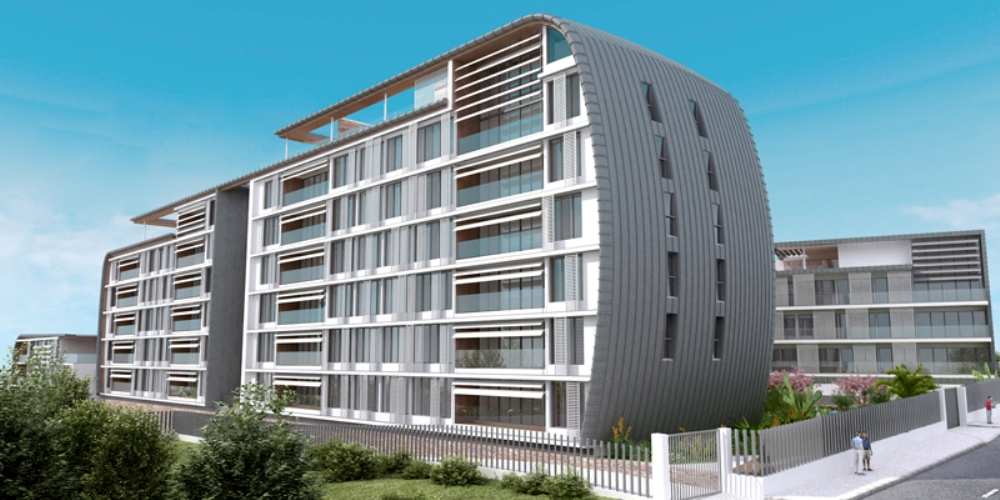
Conde de Nova Goa, Empreendimento Habitacional, Lisboa (2007). Foto: 3D Helps
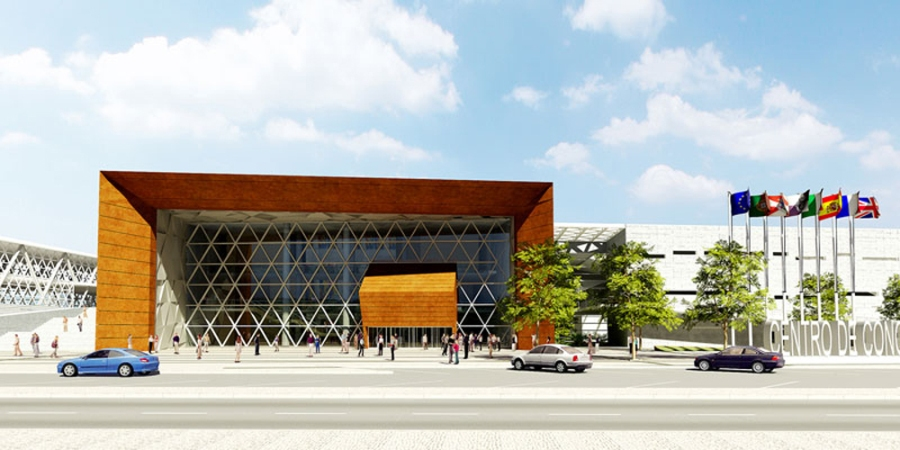
Centro de Congressos Parque das Cidades, Algarve (1º Prémio em Concurso Internacional, 2006). Foto: Omar Fernandes
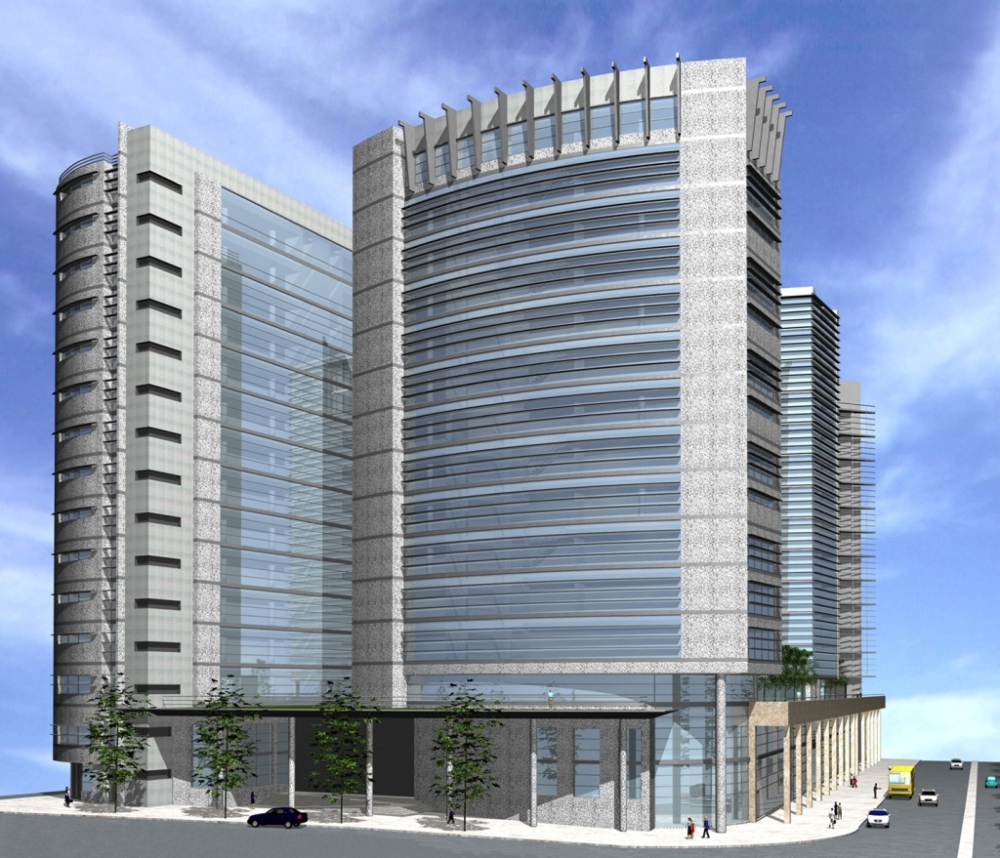
Tribunal de Trabalho e Tribunal de Família e Menores, Lisboa (2000-2003). Foto: Bernardo Azevedo
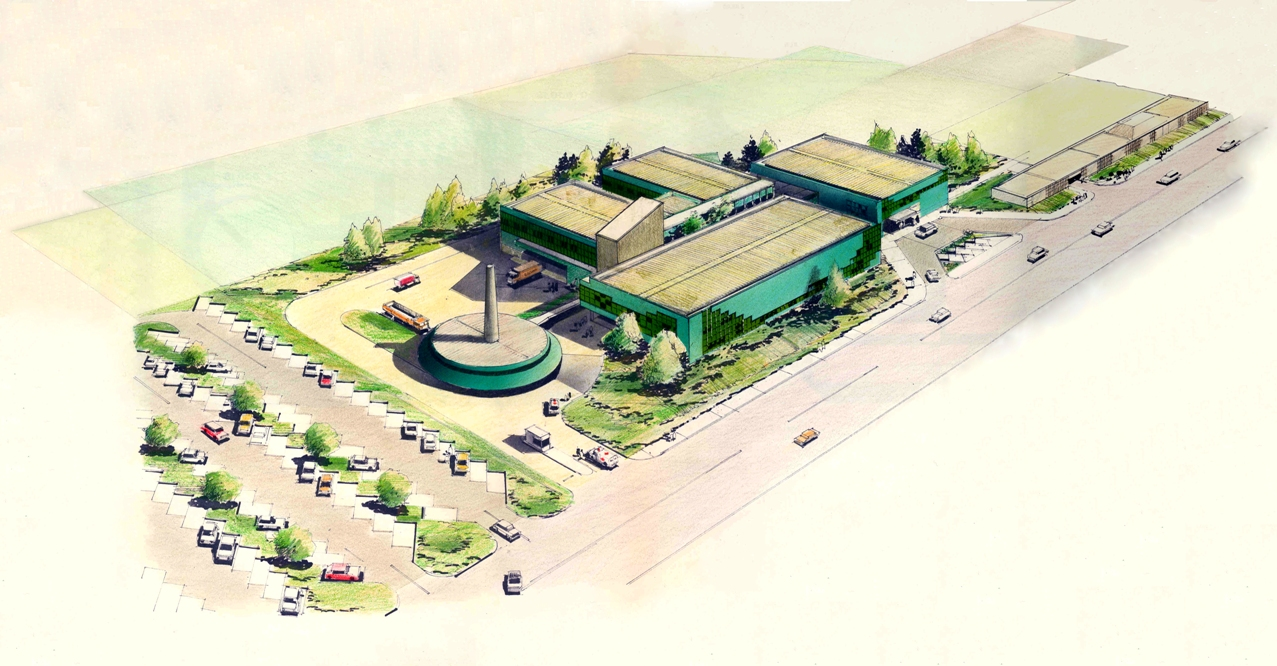
Hospital do Ministério da Marinha, Rio Grande do Sul, Brasil (1984). Foto: Walter Zollinger

## Carreira académica
- 1979-1985 – Professor na Universidade Santa Úrsula, Rio de Janeiro, Brasil
- 1980 -  Professor Convidado na Fundação Mário Pinotti, Rio de Janeiro, Brasil

## Prémios
- 1º PRÉMIO CONCURSO INTERNACIONAL (2006) - CENTRO CONGRESSOS PARQUE DAS CIDADES, Algarve
  - CENTRO DE EXPOSIÇÕES E CONGRESSOS (salões de exposições, 7.715 m², auditório com 1.800 lugares); área de construção: 22.087 m². Entidade promotora: ASSOCIAÇÃO DE MUNICÍPIOS LOULÉ/FARO

- 1º PRÉMIO CONCURSO (2000) - TRIBUNAL DE TRABALHO e TRIBUNAL DE FAMÍLIA E MENORES
  - Parque das Nações, Lisboa; área de construção: 35.268 m². Entidade promotora: EXPOCOMITUR, Promoção e Gestão Imobiliária, S.A.

- 1º PRÉMIO CONCURSO INTERNACIONAL (2000) - ESTÁDIO DE FARO/LOULÉ
  - 18.000 lugares (30.000 lugares para o  campeonato EURO 2004); área de construção: 19.698 m². Em associação com “SOM – Skidmore, Owings & Merrill, Inc.”. Entidade promotora: PARQUE DAS CIDADES, E.I.M.

- 1º PRÉMIO CONCURSO INTERNACIONAL (1998) - CENTRO DE CONGRESSOS DO ESTORIL
  - CENTRO DE EXPOSIÇÕES E CONGRESSOS (salão de exposições, 6.500m2; e auditório com 600 lugares); área de construção: 21.136 m². Entidade promotora: DTCE, Desenvolvimento da Costa do Estoril E.M.
  - PRÉMIO - Melhor Empreendimento do Ano (2002)
  - PRÉMIO - Melhor Equipamento de Turismo (2002)
  - PRÉMIO - Excelente em Inovação e Qualidade Arquitectónica (2002), no Concurso “Óscares” do Imobiliário Português

- 1º PRÉMIO CONCURSO INTERNACIONAL (1994) - PAVILHÃO ATLÂNTICO, Lisboa
  - PAVILHÃO MULTIUSOS, sala Atlântico, 11.300 lugares (20.000 lugares com ocupação da arena); sala Tejo 500 lugares (3.000 lugares com ocupação da arena); área de construção: 31.220 m². Em associação com “SOM – Skidmore, Owings & Merrill, Inc.”. Entidade promotora: PARQUE EXPO’98, S.A.
  - PRÉMIO - Menção Honrosa do Prémio Valmor (1998) (projecto conjunto)[1]
  - PRÉMIO - Medalha de Ouro (2001) a nível mundial no Concurso do Comité Olímpico Internacional “IOC/IAKS Award”
  - PRÉMIO - “Most Innovative Structure Award” (2001) pela Structural Engineers Association of Illinois, USA

- 1º PRÉMIO CONCURSO (1984) - HOSPITAL DO MINISTÉRIO DA MARINHA, Rio Grande do Sul, Brasil
  - DIRECTORIA DE OBRAS CIVIS DA MARINHA. Área de construção: 5.891 m²

- 1º PRÉMIO CONCURSO (1984) - CLUBE DE CAMPO DOS SERVIDORES DO SERPRO, Rio de Janeiro, Brasil
  - SERPRO, Serviço Federal de Processamento de Dados. Área do terreno: 40 ha. Área de construção: 4.225 m². Área de Equipamentos Colectivos: 70.000 m²

## Distinções
- Membro do Conselho Científico do 1º Congresso Ibérico CIMAD’04, Universidade do Minho (2004).
- Membro do júri internacional para os “MIPIM AWARDS”, Cannes, França (2000).
- Homenageado por Sua Excelência o Presidente da República de Portugal com o Grau de Grande Oficial da Ordem do Mérito (1999).
- Auditor de Defesa Nacional (1999).
- Membro do júri internacional para os “MIPIM AWARDS”, Cannes, França (1998).
- Homenageado como Convidado de Honra do “Wallonie Wood’98”, Libramont, Bélgica (1998).
- Membro do júri internacional para os “MIPIM AWARDS”, Cannes, França (1996).
- Patrono da exposição “Nações Unidas – 50 Anos ao Serviço da Humanidade, Lisboa (1996).
- Membro do júri internacional para os “MIPIM AWARDS”, Cannes, França (1995).
- Professor homenageado pelos finalistas do curso de arquitectura da Universidade Santa Úrsula, Rio de Janeiro, Brasil (1983).